# Malchiner Tor

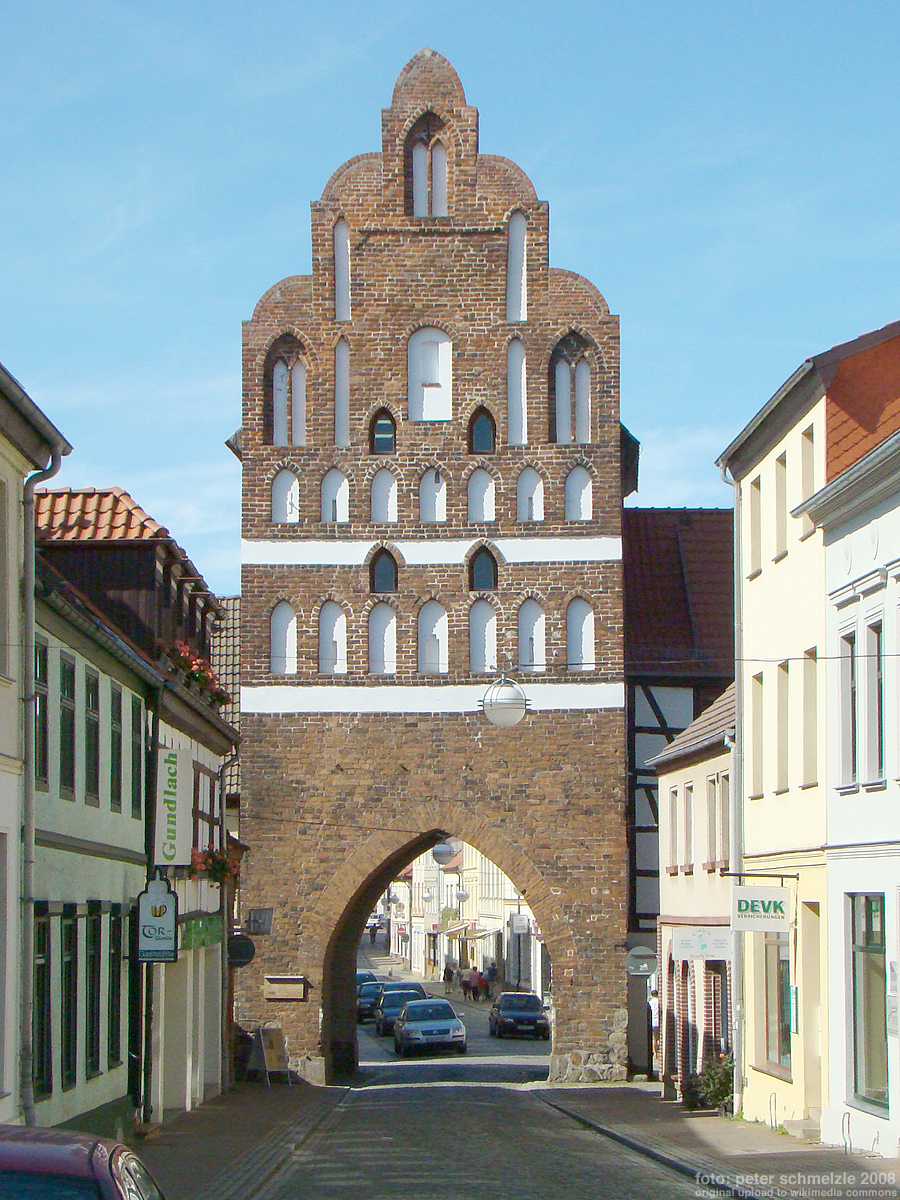
Stadttor von der Feldseite aus gesehen

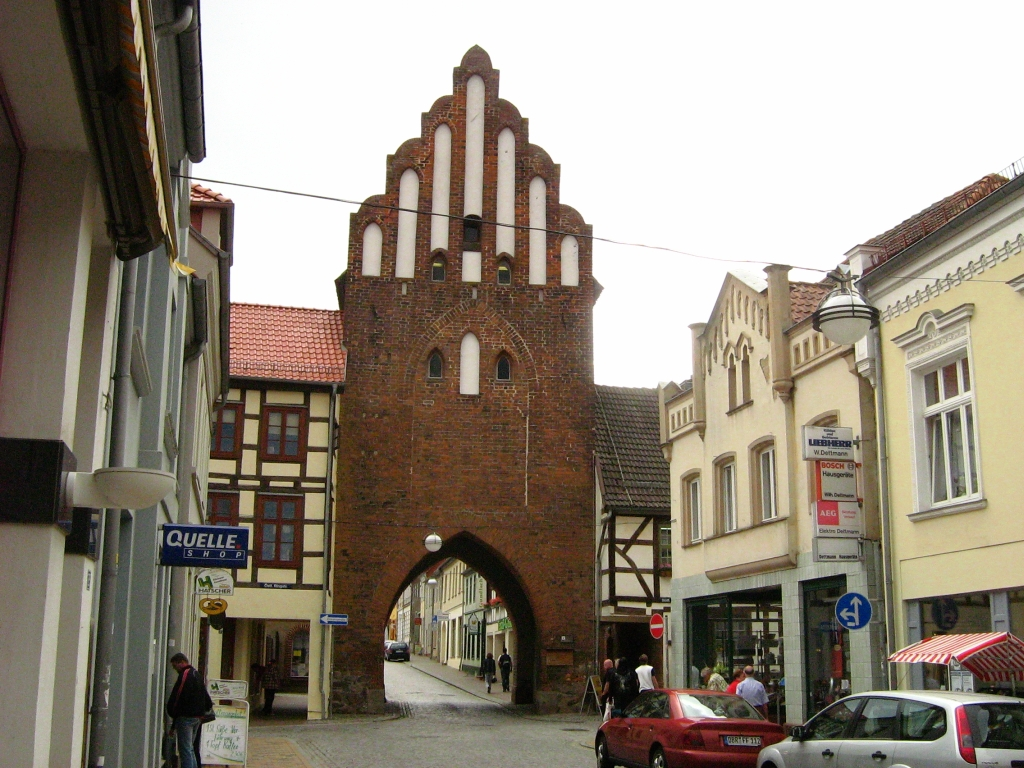
Stadttor von der Stadtseite aus gesehen

Das  Malchiner Tor in Teterow ist eines der zwei erhaltenen Tore der Wehranlage, welche die Stadt umgab. Das gotische viergeschossige Backsteintor aus dem 14. Jahrhundert im  Südosten des Stadtzentrums sicherte die Straße nach Malchin ab.
Das Tor verfügt über eine spitzbogige Durchfahrt bei einer quadratischen Grundfläche. Die Durchfahrt wurde nachträglich vergrößert. Geschmückt ist es auf der Feldseite mit zwei großen waagrechten Putzblenden und Reihen von Spitzbogenblenden verschiedener Größen in den Obergeschossen. Die Stadtseite in weniger auffällig geschmückt mit einer Reihe Spitzbogenblenden im oberen Gebäudeteil. Beide Seiten werden mit einem gestaffelten Lünettengiebel geschmückt.
Das Gebäude diente im 19. Jahrhundert als Stadtgefängnis und beherbergt seit 1990 das Stadtmuseum. Neben den Gefängniszellen, die besichtigt werden können, informiert es über die slawische Frühgeschichte, sowie über die Orts- und Regionalgeschichte.

## Weblink
- Stadtmuseum Teterow

Koordinaten: 53° 46′ 19,3″ N, 12° 34′ 39″ O